# Go for the Throat
Go for the Throat è il decimo album degli Humble Pie, pubblicato dalla Atco Records nel giugno del 1981.

## Tracce
1. All Shouk Up – 2:40
2. Teenage Anxiety – 4:44
3. Tin Soldier – 3:09
4. Keep It On the Island – 3:54
5. Driver – 3:19
6. Restless Blood – 4:04
7. Go for the Throat – 3:59
8. Lottie and the Charcoal Queen – 4:37
9. Chip Away the Stone – 4:29

## Formazione

### Ufficiale
- Steve Marriott - guitar, harmonica, keyboards, vocals
- Bobby Tench - guitar, vocals
- Anthony "Sooty" Jones - bass, vocals
- Jerry Shirley - drums